# Джеймс Ловренс (футболіст)
Джеймс Ловренс (англ. James Lawrence, нар. 22 серпня 1992, Генлі-он-Темс) — валлійський футболіст, півзахисник клубу «Санкт-Паулі».
Виступав, зокрема, за клуб «Тренчин», а також національну збірну Уельсу.

## Клубна кар'єра
Народився 22 серпня 1992 року в місті Генлі-он-Темс. Вихованець юнацьких команд футбольних клубів «Арсенал», «Аякс», «Спарта» та «Валвейк».
У дорослому футболі дебютував 2014 року виступами за команду клубу «Тренчин», в якій провів чотири сезони, взявши участь у 86 матчах чемпіонату. Більшість часу, проведеного у складі «Тренчина», був основним гравцем команди.
До складу клубу «Андерлехт» приєднався 2018 року. Всього відіграв за команду з Андерлехта 18 матчів в національному чемпіонаті. 
Під час виступів за «Андерлехт» був орендований, а пізніше і викуплений німецьким «Санкт-Паулі».

## Виступи за збірну
2018 року дебютував в офіційних матчах у складі національної збірної Уельсу.
| Дата       | Місто    | Господарі | Результат | Гості             | Турнір            | Голи | Примітки  |
| ---------- | -------- | --------- | --------- | ----------------- | ----------------- | ---- | --------- |
| 20-11-2018 | Ельбасан | Албанія   | 1 – 0     | Уельс             | товариський матч  | -    |           |
| 20-3-2019  | Рексем   | Уельс     | 1 – 0     | Тринідад і Тобаго | товариський матч  | -    | 61'       |
| 24-3-2019  | Кардіфф  | Уельс     | 1 – 0     | Словаччина        | Відбір до ЧЄ 2020 | -    |           |
| 8-6-2019   | Осієк    | Хорватія  | 2 – 1     | Уельс             | Відбір до ЧЄ 2020 | -    | 17' (aut) |
| 11-6-2019  | Будапешт | Угорщина  | 1 – 0     | Уельс             | Відбір до ЧЄ 2020 | -    | 82'       |
| Усього     |          | Матчів    | 5         |                   | Голів             | 0    |           |